# Satoshi Tezuka
Satoshi Tezuka, född 4 september 1958 i Tochigi prefektur, Japan, är en japansk tidigare fotbollsspelare.